# Kénéma
Kénéma est une localité située dans le département de Bagaré de la province du Passoré dans la région Nord au Burkina Faso.

## Géographie
Kénéma est situé à 14 km au sud-est de Bagaré, le chef-lieu du département, à 8 km au nord-ouest de Zougo et à environ 45 km au sud-ouest du centre de Yako.

## Santé et éducation
Le centre de soins le plus proche de Kénéma est le centre de santé et de promotion sociale (CSPS) de Zougo tandis que le centre médical avec antenne chirurgicale (CMA) de la province se trouve à Yako.